# Mount Stubberud
Mount Stubberud är ett berg i Antarktis. Det ligger i den centrala delen av kontinenten. Nya Zeeland gör anspråk på området. Toppen på Mount Stubberud är 2 970 meter över havet.
Terrängen runt Mount Stubberud är varierad. Trakten är obefolkad. Det finns inga samhällen i närheten.